# Noir Océan
Pour plus de détails, voir Fiche technique et Distribution.
Noir Océan est un film belgo-germano-français réalisé par Marion Hänsel, sorti en 2010.

## Synopsis
La vie quotidienne de trois jeunes matelots, engagés ou effectuant leur service militaire, sur un bateau de la Marine nationale française qui patrouille au large de Mururoa en 1972 lors des essais nucléaires français. Cependant la réalisatrice prend le parti de traiter son sujet d'une façon minimaliste : « Difficile de dire de quoi parle le dernier film de Marion Hänsel. Portrait crayonné d'une poignée de destins adolescents dans le bain de la guerre, de la dictature du groupe, ou peut être de l’origine de la violence, il ne fait qu’enchaîner d’anodins billets d’humeur sans jamais entamer un début de sincérité. ».

## Fiche technique
- Titre français : Noir Océan
- Réalisation : Marion Hänsel
- Scénario : Marion Hänsel et Hubert Mingarelli d'après deux nouvelles d'Hubert Mingarelli (tirées d'Océan Pacifique, éditions du Seuil, 2006)
- Photographie : Jan Vancaillie
- Montage : Michèle Hubinont
- Musique : René-Marc Bini
- Production : Marc Baschet, Alexander Bohr, Marion Hänsel, Cédomir Kolar, Michel Reilhac, Ernst Szebedits, Elena Trifonova et Arlette Zylberberg
- Pays d'origine :  Belgique -  Allemagne -  France
- Format : couleur
- Genre : drame
- Durée : 87 minutes
- Date de sortie : 2010

## Distribution
- Adrien Jolivet : Moriaty
- Nicolas Robin : Massina
- Romain David : Da Maggio
- Alexandre de Seze : Glass
- Jean-Marc Michelangeli : Le lieutenant
- Steve Tran : Schaff
- Nicolas Gob : Mayer
- Antoine Laurent : Lining
- Thibault Vinçon : Dedeken
- Grégory Gatignol : Hatt
- Vincent Jouan : Le commandant
- Quentin Jadoul : Moriaty enfant
- Franck Adrien : Le mécanicien
- Fabrice Talon :